# Paris Open 1972
Il Paris Open 1972 è stato un torneo di tennis che si è giocato sul cemento indoor. È stata la 4ª edizione del Paris Open, che fa parte del Commercial Union Assurance Grand Prix 1972. Il torneo si è giocato nello Stade de Coubertin di Parigi, dal 30 ottobre al 5 novembre 1972.

## Campioni

### Singolare
Stan Smith ha battuto in finale  Andrés Gimeno con il punteggio di 6–2, 6–2, 7–5

### Doppio
Pierre Barthes /  François Jauffret hanno battuto in finale  Andrés Gimeno /  Juan Gisbert con il punteggio di 6–7, 6–2, 6–3